# The Book of Boba Fett
The Book of Boba Fett (in Nederlands: Het Boek van Boba Fett) is een Amerikaanse sci-fi televisieserie. De serie maakt deel uit van de Star Wars-franchise en is een spin-off van de serie The Mandalorian en gaat over de premiejager Boba Fett.
Temuera Morrison en Ming-Na Wen nemen respectievelijk de rollen van Boba Fett en Fennec Shand voor hun rekening, net als in The Mandalorian en andere eerdere Star Wars-media.
De serie ging op 29 december 2021 in première op Disney+.

## Verhaal
De reis van de legendarische premiejager Boba Fett gaat verder na zijn herintroductie in The Mandalorian. In de meeste afleveringen zijn zowel flashbacks te zien als dingen die echt gebeuren. Boba Fett is de Sarlacc Pit ontsnapt, nadat hij erin viel in Star Wars: Episode VI: Return of the Jedi. Hij is daarna erg gewond en zijn harnas wordt gestolen door Jawa (Star Wars). Een stel Tusken Raiders neemt hem gevangen als slaaf, maar al snel blijkt dat Boba Fett een uitzonderlijk sterke vechter is en ze maken hem tot een van henzelf. Wanneer hij op een dag terugkeert, ziet hij hoe het Tusken-kamp verwoest is. Hij trekt samen met zijn Bantha verder, tot hij een zwaargewonde vrouw ziet liggen. Hij neemt haar mee naar een speciale arts die robot-onderdelen in haar plaatst om haar te redden. De vrouw blijkt Fennec Shand te heten, een premiejager die ook in The Mandalorian verscheen. Fennec besluit Boba Fett te helpen, en samen halen ze zijn gestolen schip en Harnas terug (wat ook in The Mandalorian te zien is). Daarna stoten ze Bib Fortuna van de troon, die na Jabba de Hutt over Tatooine regeert. Hierdoor wordt Boba Fett de koning van Tatooine. Er zijn in de serie ook vele conflicten te zien over wie het gebied nou daadwerkelijk regeert.

## Rolverdeling
| Acteur                           | Personage                    | Notitie | Seizoen     | Seizoen |
| Acteur                           | Personage                    | Notitie | 1           |         |
| -------------------------------- | ---------------------------- | --- | ----------- | ------- |
| Temuera Morrison                 | Boba Fett                    | Een premiejager en zoon van Jango Fett. | Hoofdrol    |         |
| Ming-Na Wen                      | Fennec Shand                 | Een elite huurling en huurmoordenaar in dienst van Fett. | Hoofdrol    |         |
| David Pasquesi                   | Mok Shaiz's Majordomo        | Een Twi'lek in dienst van Mok Shaiz, de burgemeester van Mos Espa. | Terugkerend |         |
| Carey Jones                      | Black Krrsantan              | Een Wookiee-huurling in dienst van de Twins. | Terugkerend |         |
| Matt Berry (stem)                | 8D8                          | Een marteldroid in dienst van Boba Fett. | Terugkerend |         |
| Jennifer Beals                   | Garsa Fwip                   | Een Twi'lek die de cantina The Sanctuary runt. | Terugkerend |         |
| Pedro Pascal                     | Din Djarin / The Mandalorian | Een eenzame Mandalorian premiejager die eerder hulp kreeg van Fett en Shand. Het hoofdpersonage van de televisieserie The Mandalorian.                                                                                           | Terugkerend |         |
| Amy Sedaris                      | Peli Motto                   | Een monteur en onderhouder bij de ruimtehaven in Mos Eisley, Tatooine. Verscheen eerder in al in beide seizoenen van The Mandalorian.                                                                                            | Terugkerend |         |
| Sophie Thatcher                  | Drash                        | Een lid van een groep cyborgs die werken voor Boba Fett. | Terugkerend |         |
| Jordan Bolger                    | Skad                         | Een lid van een groep cyborgs die werken voor Boba Fett. | Terugkerend |         |
| Corey Burton (stem)              | Cad Bane                     | Een gevreesd premiejager die voor de Pykes werkt. Verscheen eerder in de animatieseries Star Wars: The Clone Wars en Star Wars: The Bad Batch.                                                                                   | Terugkerend |         |
| Verschillende poppenspelers      | Grogu                        | Een 50-jarige jonge alien met natuurlijke Force krachten, die voorheen de bondgenoot was van The Mandalorian. Is een van de hoofdpersonages uit The Mandalorian.                                                                 | Terugkerend |         |
| Timothy Olyphant                 | Cobb Vanth                   | De Marshal van het stadje Freetown op Tatooine. Verscheen eerder in seizoen 2 van The Mandalorian. | Terugkerend |         |
| Stephen "Thundercat" Bruner      | Modifier                     | Een modifier artiest in Mos Eisley die Shand hielp door enkele van haar onderdelen te vervangen. | Terugkerend |         |
| Phil LaMarr (stem)               | Pyke Boss                    | De leider van de Pykes. | Terugkerend |         |
| W. Earl Brown                    | Weequay Barman               | Een inwoner van Freetown. Verscheen eerder in seizoen 2 van The Mandalorian. | Terugkerend |         |
| Robert Rodriguez (stem)          | Mayor Mok Shaiz              | De Ithorian burgemeester van Mos Espa. | Terugkerend |         |
| Robert Rodriguez (stem)          | Dokk Strassi                 | De leider van de Trandoshan familie op Tatooine. | Terugkerend |         |
| Verschillende poppenspelers      | R2-D2                        | Een droid en bondgenoot van Luke Skywalker. | Terugkerend |         |
| Daniel Logan                     | Jonge Boba Fett              | Verschijnt via verwijderde scenes uit Star Wars: Episode II: Attack of the Clones uit 2002. | Terugkerend |         |
| Frank Trigg                      | Gamorrean Guard              | Een Gamorrean bewaker die vrijwillig werkt voor Boba Fett en voorheen werkte als slaaf voor Jabba the Hutt. | Terugkerend |         |
| Collin Hymes                     | Gamorrean Guard              | Een Gamorrean bewaker die vrijwillig werkt voor Boba Fett en voorheen werkte als slaaf voor Jabba the Hutt. | Terugkerend |         |
| Wesley Kimmel                    | Tusken Raider Kid            | Een jongere Tusken Raider. | Terugkerend |         |
| Karisma Shanel                   | Jo                           | Een inwoner van Freetown. Verscheen eerder in seizoen 2 van The Mandalorian. | Terugkerend |         |
| Verschillende poppenspelers      | Max Rebo                     | De bandleider van de Max Rebo Band. Zijn band speelt meestal voor criminelen en gangsters. In de serie speelt de Max Rebo Band in de Sanctuary. Max Rebo verscheen eerder in de film Star Wars: Episode VI - Return of the Jedi. | Terugkerend |         |
| Verschillende poppenspelers      | R5-D4                        | De astromech droid van Peli Motto, die in Star Wars: Episode IV - A New Hope eerst gekocht zou worden door Owen Lars van de Jawa's in plaat van R2-D2.                                                                           | Terugkerend |         |
| Stephen Root                     | Lortha Peel                  | Een water handelaar in Mos Espa. | Bijrol      |         |
| Danny Trejo                      | Rancor Keeper                | Een trainer van Boba Fett's rancor. | Bijrol      |         |
| Emily Swallow                    | The Armorer                  | Leider van de Mandalorian krijgersstam. Verscheen eerder in seizoen 1 van The Mandalorian. | Bijrol      |         |
| Mark Hamill                      | Luke Skywalker               | Een Jedi Meester die de training van Grogu op zich neemt. | Bijrol      |         |
| Rosario Dawson                   | Ahsoka Tano                  | Een voormalig Jedi. Verscheen eerder in Star Wars: The Clone Wars, Star Wars Rebels en seizoen 2 The Mandalorian. | Bijrol      |         |
| Matthew Wood                     | Bib Fortuna                  | De oude adviseur van Jabba the Hutt die later Hutt's plek overnam. Hij werd vermoord door Boba Fett in een post-credit scene van The Mandalorian.                                                                                | Gastrol     |         |
| Tait Fletcher Jon Favreau (stem) | Paz Vizsla                   | Een Mandalorian die familie is Darksaber maker, Tarre Vizsla. Verscheen eerder in seizoen 1 van The Mandalorian. | Gastrol     |         |
| Paul Sun-Hyung Lee               | Captain Carson Teva          | Een X-Wing piloot van de New Republic. Verscheen eerder in seizoen 2 van The Mandalorian. | Gastrol     |         |
| Max Lloyd-Jones                  | Lieutenant Reed              | Een X-Wing piloot van de New Republic. | Gastrol     |         |

## Afleveringen
| Nr. | Titel                                       | Regisseur           | Schrijver                 | Releasedatum     |
| 1 | Chapter 1: Stranger in a Strange Land       | Robert Rodriguez    | Jon Favreau               | 29 december 2021 |
| --- | ------------------------------------------- | ------------------- | ------------------------- | ---------------- |
| In een flashback is te zien hoe Boba Fett uit de Sarlacc weet te ontsnappen, nadat hij er daar in Return of the Jedi door is opgeslokt. Amper in staat om zich te verzetten, wordt zijn pantser gestolen door Jawa's en wordt hij vervolgens gevangengenomen door Tusken Raiders. Hij probeert te ontsnappen, maar wordt verslagen door een Tusken en opnieuw gevangengenomen. In het heden hebben Boba Fett en Fennec Shand de macht overgenomen van het misdaadsyndicaat van Jabba de Hutt op Tatooine en verblijven ze in zijn voormalige paleis. Nadat meerdere inwoners van Tatooine hun respect zijn komen tonen door het geven van een schenking, bezoeken Fett en Shand het Heiligdom, een cantina in Mos Espa die gerund wordt door Garsa Fwip. Nadat ook Fwip een schenking heeft gedaan, worden ze aangevallen door huurmoordenaars. Ze weten zich te verdedigen en nemen een van hen gevangen. Fett wordt zwaargewond teruggebracht naar zijn paleis. In een flashback worden Fett en een medegevangene gedwongen te graven naar peulen die water bevatten. Een groot zandwezen komt tevoorschijn en valt hen aan. Fett weet het monster te doden en redt daarmee de Tuskenbewaker. Terug in het kamp biedt de Tuskenleider water aan Fett aan.                                                                                              |                                             |                     |                           |                  |
| 2 | Chapter 2: The Tribes of Tattooine          | Steph Green         | Jon Favreau               | 5 januari 2022   |
| Fett en Shand ondervragen de gevangengenomen huurmoordenaar die beweert te zijn ingehuurd door Mok Shaiz, de burgemeester van Mos Espa. Wanneer ze Shaiz hiermee confronteren, ontkent hij dit, maar hij betaalt Fett voor het vangen van de huurmoordenaar. Hij adviseert Fett vervolgens om een bezoek te brengen aan het Heiligdom. Bij het Heiligdom vertelt Fwip dat twee neven van Jabba, een paar Hutts die bekend staan als de Tweeling, de troon van Jabba voor zichzelf willen opeisen. De Tweeling komen aan en ze proberen Fett te intimideren, maar hij weigert zich te onderwerpen. In een flashback is te zien dat de Tusken hun stijl van vechten en overleven in de woestijn aan Fett aanleren. Nadat de stam wordt aangevallen door een trein van het Pyke-syndicaat die "spice" vervoert, steelt Fett enkele speeders van een nabijgelegen bende om de Pykes te verslaan. Hij leert de Tuskens hoe ze speeders moeten besturen, en leidt hen vervolgens in een succesvolle aanval om de trein te stoppen. Fett geeft een waarschuwing aan de overlevende Pykes en laat ze vertrekken. Om toegelaten te worden tot de Tusken, wordt Fett geleid door een hagedis om een tak te bemachtigen, waaruit hij zijn eigen gaffistok maakt, waarna hij ritueel wordt ingewijd in de stam.                                                      |                                             |                     |                           |                  |
| 3 | Chapter 3: The Streets of Mos Espa          | Robert Rodriguez    | Jon Favreau               | 12 januari 2022  |
| Fett wordt door waterboer Lortha Peel gevraagd om een bende cyborgs aan te pakken die zijn water stelen in Mos Espa. Als Fett ziet dat de cyborgs geen werk hebben, neemt hij hen in dienst en eist hij dat Peel zijn prijzen verlaagt. In een flashback zien we dat Fett namens de Tusken de tol van de Pykes ophaalt, wanneer hij terugkeert blijkt de stam volledig te zijn uitgeroeid door een bende Nikto's. In het heden wordt Fett aangevallen door Black Krrsantan. Fett, Shand en hun helpers weten de Wookiee na een gevecht gevangen te nemen. De Tweeling verontschuldigen zich niet lang daarna voor het sturen van Krrsantan en beweren dat Shaiz Jabba's grondgebied aan een ander syndicaat heeft beloofd. De Tweeling beloven Tatooine te verlaten en schenken Fett een Rancor. Nadat hij Krrsantan heeft vrijgelaten en heeft besloten de Rancor te trainen, gaat Fett met Shand en zijn helpers naar Mos Espa om Shaiz te ondervragen. De burgemeester blijkt er niet te zijn, en ze achtervolgen zijn majordomo die onthult dat Shaiz samenwerkt met de Pykes. Later arriveren de Pykes in Mos Espa en Fett besluit zich voor te bereiden op een oorlog. |                                             |                     |                           |                  |
| 4 | Chapter 4: The Gathering Storm              | Kevin Tancharoen    | Jon Favreau               | 19 januari 2022  |
| In een flashback is te zien hoe Boba Fett met behulp met Fennec Shand zijn schip, de Slave I , weet terug te krijgen uit Jabba's Paleis. Te zien is ook hoe Boba Fett een zwaargewonde Shand aantreft (zoals te zien in The Gunslinger van The Mandalorian), en haar met behulp van cybernetica weer op de been weet te krijgen. Als dank besluit Fennec Shand bij Fett te blijven. Fett en Shand roeien vervolgens samen de bende uit die verantwoordelijk is voor de afslachting van Fett's Tuskenstam, waarna ze de Sarlacc bezoeken, op zoek naar Fett's harnas, wat ze niet aantreffen. In het nu bezoekt Fett het Heiligdom, waar hij ziet hoe Black Krrsantan een aantal Trandoshanen aanvalt, waarna hij hem inhuurt. Tijdens een diner met Mos Espa's misdaadbazen, stelt Fett voor dat ze zich verenigen tegen het Pyke-syndicaat, maar iedereen weigert. Fett weet hen, met inzet van de Rancor, te overtuigen om neutraal te blijven als hij het gevecht aangaat met de Pykes. Fennec Shand stelt voor om versterkingen in te huren voor een naderende oorlog. |                                             |                     |                           |                  |
| 5 | Chapter 5: Return of the Mandalorian        | Bryce Dallas Howard | Jon Favreau               | 26 januari 2022  |
| In een stad in de ruimte is Din Djarin op op zoek naar een prooi, die hij aantreft in een slagerij. Na een gevecht doodt hij hem. Wanneer Djarin terugkeert naar de andere Mandalorianen, bekijkt de smid de Darksaber, en vertelt over de vernietiging van de planeet Mandalore door het keizerrijk. Djarin wordt uitgedaagd door Paz Vizsla voor een duel, maar Djarin is Vizsla de baas. Wanneer Djarin vertelt dat hij zijn helm heeft afgenomen in het bijzijn van iemand anders, wordt hij uit de clan gezet, totdat hij zichzelf heeft gerehabiliteerd. Hij vertrekt naar Tatooine en bezoekt Peli Motto in Mos Eisley, die een N-1 Starfighter voor hem heeft. Samen repareren ze het schip, waarna Djarin een testvlucht neemt. Nadat Djarin de autoriteiten van de Nieuwe Republiek ontwijkt en terugkomt in de hangar, ontmoet hij Shand, die hem vraagt om voor Fett te werken. Djarin stemt ermee in om dit te doen, maar pas nadat hij Grogu heeft bezocht. |                                             |                     |                           |                  |
| 6 | Chapter 6: From the Desert Comes a Stranger | Dave Filoni         | Jon Favreau & Dave Filoni | 2 februari 2022  |
| Cobb Vanth, de marshall van Freetown (voorheen Mos Pelgo), confronteert een groep Pykes die spice aan het dealen zijn. Djarin reist naar een beboste planeet om Grogu te bezoeken, en wordt verwelkomd door R2-D2 en Ahsoka Tano. Tano overtuigt Djarin dat een weerzien niet in Grogu's belang is. Djarin besluit daarom terug te keren naar Tatooine, en laat een geschenk voor Grogu - een beskar maliënkolder - bij Tano achter. Jedi-meester Luke Skywalker is begonnen met de training van Grogu. Skywalker helpt Grogu zich zijn verleden te herinneren, wat herinneringen naar boven brengt aan Order 66. Fett en zijn bondgenoten bespreken hun tekort aan mankracht, waarna Djarin naar Freetown reist om Vanth en zijn mensen te rekruteren. Nadat Djarin is vertrokken, arriveert premiejager Cad Bane namens de Pykes, die eist dat de stad zich neutraal opstelt in de op handen zijnde oorlog. Na een impasse schiet Bane Vanth neer en doodt hij zijn hulpsheriff. Twee Pykes bombarderen later het Heiligdom in Mos Espa. Skywalker geeft Grogu de keuze: de beskar maliënkolder en stoppen met zijn training, of Yoda's lichtzwaard en getraind worden als Jedi. |                                             |                     |                           |                  |
| 7 | Chapter 7: In the Name of Honor             | Robert Rodriguez    | Jon Favreau               | 9 februari 2022  |
| Grogu kiest de beskar maliënkolder waarna R2-D2 hem naar de hangar van Motto vliegt. Bane en de Pykes confronteren Fett, Shand en Djarin buiten de ruïnes van het Heilgdom, waar Bane onthult dat de Pykes de Tusken-stam van Fett hebben uitgeroeid en dit in de schoenen hebben geschoven van de bende Nikto's. De misdaadfamilies van Mos Espa verraden Fett, en in een gecoördineerde aanval gaan ze de confrontatie met Fett's soldaten aan. Fett en Djarin sturen Shaiz's Majordomo als afleiding, om vervolgens de Pykes aan te vallen. Al gauw blijken ze in de minderheid, waarna de cyborgs en de inwoners van Freetown arriveren. Het tij lijkt te keren, maar dan worden ze aangevallen door twee enorme Scorpenek-droids. Motto arriveert met Grogu, die Djarin helpt een van de Scorpeneks te vernietigen, terwijl de Rancor van Fett de andere vernietigt. Bane jaagt de Rancor weg en verslaat Fett in een vuurgevecht, maar Fett weet het tij te keren en Bane te doden met zijn gaffistok. Grogu weet met de Kracht de Rancor in slaap te brengen. In Mos Eisley doodt Shand de Pyke-baas, burgemeester Shaiz en Mos Espa's misdaadbazen. Terwijl Mos Espa Fett prijst, vliegen Djarin en Grogu weg in hun N-1 starfighter. Later ondergaat Vanth een behandeling in de bacta-tank van Fett en krijgt hij cybernetische verbeteringen. |                                             |                     |                           |                  |

## Productie

### Achtergrond
In februari 2013 kondigde Disney-CEO Bob Iger de ontwikkeling aan van verschillende op zichzelf staande Star Warsfilms. Een daarvan zou zich afspelen rond het premiejager-personage Boba Fett, en zou ofwel plaatsvinden tussen Star Wars (1977) en The Empire Strikes Back (1980) of The Empire Strikes Back en Return of the Jedi (1983).
Na het financiële falen van de film Solo: A Star Wars Story (2018) heroverwoog Disney hun Star Wars-filmoutput. In oktober 2018  werden de werkzaamheden aan de Boba Fett-film stopgezet, en Lucasfilm gaf in plaats daarvan prioriteit aan de Disney+ streaming-serie The Mandalorian.
In aflevering 5 van het eerste seizoen van The Mandalorian werd Boba Fett geïntroduceerd, gespeeld door Temuera Morrison die Boba's vader Jango Fett speelde in Star Wars: Episode II: Attack of the Clones (2002). Tijdens de première van het tweede seizoen verscheen hij opnieuw kort in beeld, waarna hij in aflevering 14 volledig werd geïntroduceerd. In de laatste aflevering van het tweede seizoen van The Mandalorian, "Chapter 16: The Rescue", is na de eindcredits een korte scène te zien waarin werd onthuld dat The Book of Boba Fett in december 2021 uit zou komen.

### Ontwikkeling
Jon Favreau bevestigde na de finale van het tweede seizoen van The Mandalorian dat Boba Fett zijn eigen serie zou krijgen, en dat al begonnen was met filmen. De serie speelt zich af in dezelfde periode als The Mandalorian. Jon Favreau, Dave Filoni en Robert Rodriguez werken mee aan de serie als uitvoerend producent.

### Casting
Met de officiële bevestiging van de serie in december 2020 werd bevestigd dat Temuera Morrison en Ming-Na Wen respectievelijk de rollen van Boba Fett en Fennec Shand voor hun rekening nemen, net als in The Mandalorian en andere eerdere Star Wars-media.

### Opnamen
De opnamen voor de serie begonnen eind 2020 voorafgaand aan de opnames voor het derde seizoen van The Mandalorian.

## Release
De serie ging in première op 29 december 2021 op Disney+.

## Ontvangst

### Recensies
De eerste aflevering werd gemengd ontvangen. Op Rotten Tomatoes geeft 83% van de 46 recensenten een positieve recensie, met een gemiddelde score van 6,50/10. De consensus luidt: ""Stranger in a Strange Land" could use more propulsion to properly open The Book of Boba Fett, but its lean summary of the bounty hunter's history provides some clarity without diminishing his mystique." (vrij vertaald: "Stranger in a Strange Land" had meer stuwkracht kunnen gebruiken om goed van start te gaan met The Book of Boba Fett, maar de magere samenvatting van de geschiedenis van de premiejager biedt enige duidelijkheid zonder zijn mystiek te verminderen.).
Website Metacritic komt tot een score van 59/100, gebaseerd op 16 recensies, wat staat voor "Mixed of average reviews" (Gemengde of gemiddelde recensies).